# Mezey György Lóránd
Mezey György Lóránd (Kolozsvár, 1920. január 27. – Budapest, 1985. október 17.) református lelkész, esperes.

## Életpályája
Elemi iskoláit Kolozsvárott járta ki; Zilahon érettségizett. 1948-ban Pécsen államtudományi, 1950-ben Szegeden jogtudományi doktorátust szerzett. Pápán tanult teológiát. 1949–1950 között segédlelkész volt Esztergomban. 1951-től Tatabányán lelkész volt. 1954–1964 között a Komáromi Református Egyházmegye espereseként dolgozott. 1970–1984 között a pestimrei gyülekezet lelkésze volt. 1981. november 7-én a bukaresti Román Ortodox Teológián teológiai doktorátust szerzett A keresztyén felelősség dogmatikai alapjai című román nyelvű disszertációjával. 1984-ben nyugdíjba vonult.
Cikkei a Református Egyház, a Reformátusok Lapja, a Komárom Megyei Dolgozók Lapja hasábjain jelentek meg.